# Nazionale femminile di hockey su prato degli Stati Uniti d'America
La nazionale di hockey su prato femminile degli Stati Uniti è la squadra femminile di hockey su prato rappresentativa degli Stati Uniti d'America ed è posta sotto la giurisdizione della USA Field Hockey.

## Partecipazioni

### Mondiali
- 1974 – non partecipa
- 1976 – non partecipa
- 1978 – non partecipa
- 1981 – non partecipa
- 1983 – 6º posto
- 1986 – 9º posto
- 1990 – 12º posto
- 1994 – 3º posto
- 1998 – 8º posto
- 2002 – 9º posto
- 2006 – 6º posto
- 2010 – non partecipa
- 2014 – 4º posto
- 2018 – 14º posto

### Olimpiadi
- 1980 - non partecipa
- 1984 - 3º posto
- 1988 - 8º posto
- 1992 - non partecipa
- 1996 - 5º posto
- 2000 - non partecipa
- 2004 - non partecipa
- 2008 - 8º posto
- 2012 – 12º posto
- 2016 – 5º posto

### Champions Trophy
- 1987-1993 - non partecipa
- 1995 - 3º posto
- 1997 - 6º posto
- 1999-2009 - non partecipa

### Coppa panamericana
- 2001 - 2º posto
- 2004 - 2º posto
- 2009 - 2º posto